# Evan Lysacek
Evan Frank Lysacek (* 4. června 1985, Chicago) je americký krasobruslař, olympijský vítěz ze ZOH 2010 ve Vancouveru a mistr světa z roku 2009.

## Život
Je italsko-českého původu, jeho pradědeček František Lysáček emigroval z Československa do Chicaga v roce 1925.

## Výsledky
| Soutěž \ sezóna             | 00/01 | 01/02 | 02/03 | 03/04 | 04/05 | 05/06 | 06/07 | 07/08 | 08/09 | 09/10 |
| --------------------------- | ----- | ----- | ----- | ----- | ----- | ----- | ----- | ----- | ----- | ----- |
| Olympijské hry              |       |       |       |       |       | 4.    |       |       |       | 1.    |
| Mistrovství světa           |       |       |       |       | 3.    | 3.    | 5.    |       | 1.    |       |
| Juniorské mistrovství světa | 2.    |       | 2.    | 2.    |       |       |       |       |       |       |
| Mistrovství čtyř kontinentů |       |       | 10.   | 3.    | 1.    |       | 1.    | 3.    | 2.    |       |
| Mistrovství U.S.A.          | 12.   | 12.   | 7.    | 5.    | 3.    | 2.    | 1.    | 1.    | 3.    |       |